# Hardwell
Robbert van de Corput (sinh ngày 7/1/1988 tại Breda, Hà Lan), vốn được biết đến bởi nghệ danh Hardwell, là một DJ,nhà từ thiện, nhà sản xuất nhạc Progressive House và Electro House ở vị trí #1 Thế giới vào năm 2013 và năm 2014, #2 vào năm 2015 và #3 vào năm 2016 theo bảng xếp hạng top 100 DJ của tạp chí DJ Magazine. Hardwell còn nổi tiếng bởi những buổi festival âm nhạc trực tiếp cực "khủng" như Tomorrowland hay Ultra Music Festival. Những kênh trực tiếp các buổi lễ hội âm nhạc này trên Youtube đã thu hút hơn 80 triệu lượt theo dõi.
Hardwell lần đầu tiên đạt sự ghi nhận của công chúng vào năm 2009 cho bản bootleg "Show Me Love vs. Be". Anh thành lập hãng thu âm Revealed Recordings vào năm 2010 và chương trình radio & podcast mang tên Hardwell On Air vào năm 2011. Từ đó đến nay, Hardwell đã cho ra mắt 7 album tổng hợp cũng như bộ phim tài liệu về bản thân. Album studio đầu tiên của anh ấy, United We Are, được ra mắt vào ngày 23 tháng 1 năm 2015.
Vào ngày 7 tháng 9 năm 2018, Hardwell đã tuyên bố ngưng lưu diễn vô thời hạn. Thay vào đó anh muốn tập trung nhiều hơn vào cuộc sống cá nhân, gia đình. Vào ngày 27 tháng 3 năm 2022, anh đã trở lại bằng set nhạc kết thúc Lễ hội âm nhạc Ultra

## Khởi đầu với âm nhạc
Robbert van de Corput sinh vào ngày 7 tháng 1, năm 1988 tại Breda, Hà Lan.

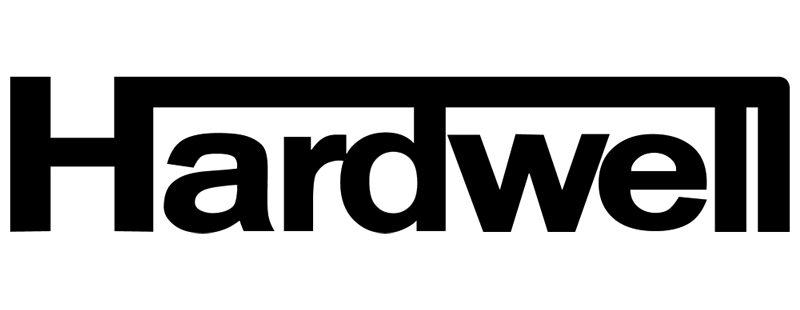
Logo của Hardwell

Năm 4 tuổi, Anh bắt đầu tập luyện piano và đi học tại Nhạc viện. Nguồn cảm hứng đầu tiên trong việc trở thành DJ của Robbert bắt đầu từ việc anh ấy đã xem một bộ phim tài liệu về các DJ trên kênh MTV của Hà Lan. Anh ấy ký hợp đồng với hãng thu âm đầu tiên trong đời và bắt đầu trình diễn ở những câu lạc bộ nổi tiếng khắp Hà Lan. Anh ấy nhập học vào một trường định hướng âm nhạc và học viện Rock. Sau 3 tháng ở học viện Rock, Robbert được khuyên nên rời khỏi trường, tiếp tục theo đuổi sự nghiệp âm nhạc. Ngay sau đó, Robbert lấy nghệ danh cho mình là Hardwell. Anh ấy thường được tán dương bởi người đồng hương ở Breda, Tiësto với tư cách là nguồn cảm hứng của Robbert và là người có nhiều kinh nghiệm.

## Sự nghiệp

### Năm 2009 - 2012: "Revealed Recordings", "Hardwell on Air" & "Spaceman"
Vào 2009, anh ta được lần đầu ghi nhận với bản hit "Show Me Love vs. Be". Đây là bản mashup bài hát "Show Me Love" của Robin.S và bản không lời của "Be" của Steve Angello và Laidback Luke.
Vào năm 2010, Hardwell đã thành lập hãng thu âm riêng mình mang tên Revealed Recordings. Không lâu kể từ sau khi ra mắt, Hardwell bắt đầu cho ra mắt đĩa Hardwell presents Revealed, là album tổng hợp được ra mắt hằng năm bao gồm những bản hit lớn nhất trong năm của hãng. 
Vào tháng 3/2011, Hardwell phát sóng chương trình radio Hardwell On Air của riêng mình, được phát sóng tại khá nhiều đài phát thanh quốc tế. Thêm vào đó, chương trình đã chiếm được vị trí đáng kể tại top 10 Podcasts của iTunes thuộc nhiều quốc gia. Sự kết hợp của Hardwell với Tiesto trong đĩa đơn "Zero 76" là một trong những bản hit lớn nhất trong năm và cũng là đĩa đơn đầu tiên của Hardwell chiếm được vị trí cao nhất trên Beatport và bảng xếp hạng nhạc Dance của iTunes. Sau đó anh tiến vào bảng xếp hạng Top 100 DJs hằng năm của tạp chí DJ Magazine ở vị trí #24, ra mắt thêm những bản hit khác cùng năm 2011 bao gồm "Encoded" và "Cobra".
Vào năm 2012, tác phẩm lớn nhất của anh được ra đời, chính là bản solo "Spaceman". Nó được trở thành một big hit khi bán được hơn 500 nghìn bản ở Mĩ. Đây cũng là bản được chơi nhiều nhất cũng như được mix nhiều nhất so với các tác phẩm trước của Hardwell. Vào tháng 7 năm đó, Hardwell tiếp tục xuất hiện tại Sân khấu Chính của Tomorrowland. Vào tháng 3/2014, buổi trình diễn này thu hút hơn 28 triệu lượt view trên Youtube và trở thành chương trình DJ trực tiếp được xem trực tuyến nhiều nhất trong năm. Bên cạnh những tên tuổi khác như Alesso, Nicky Romero và R3hab, Hardwell được mệnh danh là một tay chơi nhạc EDM đáng xem do MTV bình chọn vào năm 2012. Cùng năm đó, anh ta tiến lên vị trí thứ #6 trong bảng xếp hạng Top 100 DJ của tạp chí DJ Magazine.

### Năm 2013: "I Am Hardwell Tour" & DJ xuất sắc nhất thế giới
Hardwell mở màn cho năm 2013 với bản tour trong nước "Hardwell presents Revealed: Canadian Bus Tour" với sự tham gia của những đồng nghiệp như Dyro hay Dannic. Sau đó anh tiếp tục với tour diễn "Go Hardwell Or Go Home" diễn ra tại các đại lộ Hoa Kỳ. Vào tháng 3/ 2013, dù xuất hiện lần đầu tiên trên sân khấu chính của lễ hội Ultra Music Festival vào năm 2012 trước, lần trở lại lần này của anh tại Miami đã thu hút hơn 22 triệu lượt view, là chương trình DJ trực tiếp được xem trực tuyến nhiều nhất cũng như vào tháng 2/2014, vượt qua chương trình Hardwell's 2012 Tomorrowland. Buỗi diễn của Hardwell đã phá vỡ mọi kỉ lục về lễ hội âm nhạc Ultra phát sóng trực tiếp với hơn 80,000 người xem trực tuyến.

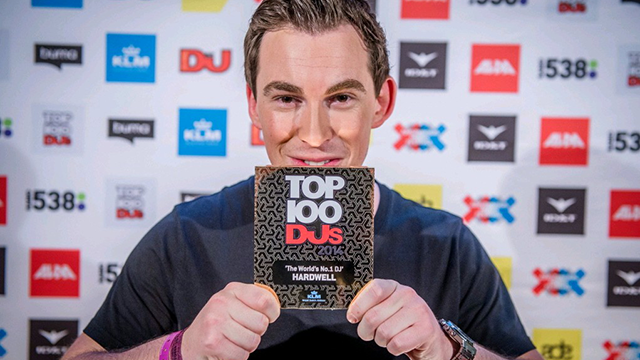
Hardwell với danh hiệu DJ xuất sắc nhất thế giới 2013

Vào tháng 4/2013, Hardwell ra mắt tour "I Am Hardwell" vòng quanh các nước trên Thế giới. Điểm đến của giai đoạn đầu tour diễn là Jakarta, Singapore, Bangalore, Mumbai, Lisbon, London,... Tiếp theo phần trình diễn tại Tomorrowland 2012, anh ta đã trở lại sân khấu chính của lễ hội âm nhạc này vào 2013. Lần này buổi phát sóng trực tiếp trên Youtube đã đạt được 1 triệu view chỉ trong vài ngày và tăng lên hơn 19 triệu cho đến tháng 4/2014.
Xuyên suốt sự kiện Amsterdam Dance (ADE) vào tháng 10/2013, Hardwell đã tổ chức công chiếu Thế giới bộ phim tài liệu I Am Hardwell tại rạp chiếu phim Tuschinski, Amsterdam. Bộ phim tài liệu này được quay bởi Robin Piree đã mang đến một cái nhìn rõ nét và sâu hơn về sự nghiệp của Hardwell trong suốt những năm vừa qua. Buổi công chiếu đã có sự tham gia của nhiều DJ nổi tiếng Thế giới như Armin van Buuren hay Tiesto. Không lâu sau đó, Hardwell đã tiến lên vị trí #1 của bảng xếp hạng Top 100 DJ của tạp chí DJ Magazine, khiến anh ta trở thành DJ trẻ tuổi nhất đứng vị trí #1 (đã bị phá vỡ bởi Martin Garrix vào năm 2016, 20 tuổi). Trong cuộc phỏng vấn với tạp chí DJ Magazine, Hardwell cho biết anh ta đang gấp rút thực hiện album studio ra mắt, dự kiến được đưa lên kệ vào năm 2014.
Vào năm 2013, Hardwell đã đạt vị trí #1 trong bảng xếp hạng Top 100 DJs của tạp chí DJ Magazine.

### Năm 2014: Hoàn thiện album đầu tay
Vào tháng 9 năm 2014, việc phát hành album studio của anh đã được hoãn lại cho đến đầu năm 2015.Một tour diễn vòng quanh thế giới đã được công bố vào thời gian sau ngày phát hành. Đồng thời, bản phát hành single chính thức thứ ba xuất hiện trong album
Vào tháng 10/2014, Hardwell cho ra mắt bài hát "Young Again" cùng với giọng ca của Chris Jones, sau đó được xuất hiện trở lại trong album phòng thu đầu tiên của mình: "United We Are" (2015).
Tháng 11 năm 2014, Hardwell trình làng đĩa đơn "Do not Stop the Madness" với W & W và rapper người Mỹ Fatman Scoop là đĩa đơn phát hành album thứ ba của mình
Tháng 12 năm 2014, Hardwell công bố danh sách bài hát chính thức và bìa album. Anh hợp tác với các DJ như Tiësto hay Headhunterz và các ca sĩ như Andreas Moe hay Mr. Probz. Ngoài ra, anh phát hành những bản preview đầu tiên của một số bài hát, bao gồm track "Follow Me", được thu âm cùng với ca sĩ Jason Derulo của R & B. Đồng thời, anh đã công bố chuyến lưu diễn vòng quanh thế giới thứ hai của mình mang tên "I Am Hardwell - United We Are". Vào cuối năm 2014, một minimix của album đã vô tình thành công trên Internet và đã được phát tán cực kì rộng rãi.
Với sự xuất sắc của mình, anh lại tiếp tục đạt vị trí #1 trong danh sách Top 100 DJ của tạp chí DJ Magazine lần thứ 2 liên tiếp.

### Năm 2015: "United We Are"
Trong "Ultra Music Festival" năm 2015, Hardwell trình bày nhiều bài hát chưa được xuất bản khác như "Mad World" với ca sĩ Jake Reese, "Survivors" cùng Dannic & Haris, "Off the Hook" cùng với Armin Van Buuren, và nhiều bài hát từ các nghệ sĩ đã ký hợp đồng với Revealed Recordings hiệu của mình. Ngoài ra còn có các buổi diễn ở "Tomorrowland Brazil" và "Tomorrowland". Cùng với DJs như Dannic, Dyro, W & W, Kill the Buzz, Headhunterz và Newcomer Julian Calor, anh đã tự tổ chức "Revealed Stage", được đặt tên theo nhãn hiệu của anh. Vào tháng 9 năm 2015, Hardwell cũng có một buổi biểu diễn tại lễ hội TomorrowWorld ở Mỹ.

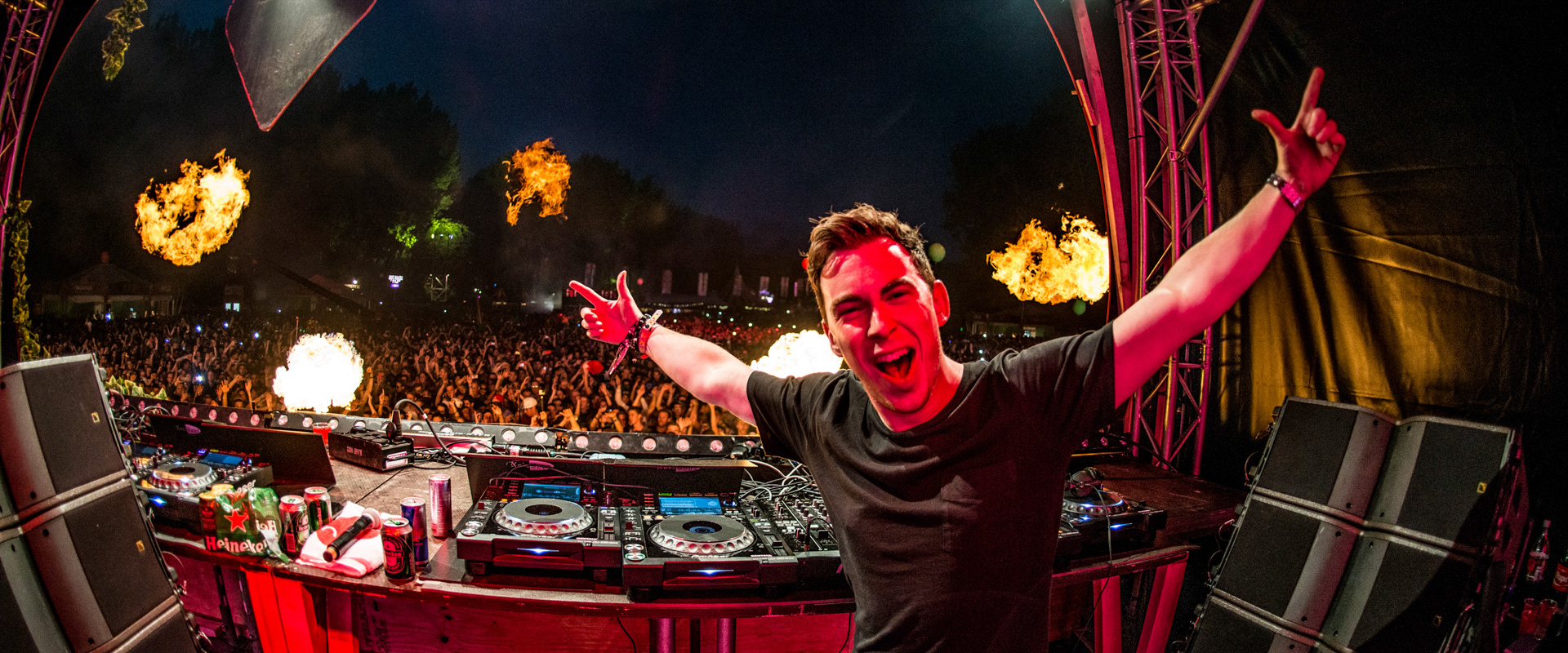
Hardwell tại lễ hội Mysteryland 2014

Vào ngày 12 tháng 10, năm 2015, Hardwell ra mắt single thứ 200 của hãng thu âm Revealed Recordings: "Mad World" cùng với Jake Reese. Vào ngày 25 tháng 6, Hardwell ra mắt single mới cùng với sự hợp tác của Afrojack: "Hollywood" qua hãng Revealed Recordings.
Vào ngày 13 tháng 12 năm 2015, Hardwell đã tổ chức một buổi hòa nhạc miễn phí mang tựa đề "Lễ hội có số lượng khách mời lớn nhất" ở Mumbai. Với màn trình diễn này, anh đã có một kỷ lục thế giới cùng tên. Anh đã quyên góp tất cả số tiền thu được từ lễ hội cũng như của những người hâm mộ cho dự án Magic Bus từ thiện, giúp trẻ em có hoàn cảnh khó khăn để đạt được nền giáo dục tốt hơn với sự cộng tác của "United We Are Foundation" và "Guestlis

### Năm 2016: Hồi kết cho "I Am Hardwell" & sự thay đổi sang hardstyle
Vào ngày 29 tháng 2, năm 2016, Hardwell ra mắt bài hát mới cùng với Jake Reese: "Run Wild".
Vào ngày 28 tháng 3, năm 2016, Hardwell ra mắt bài hát mới cùng KURA với tựa đề "Calavera" qua hãng Revealed Recordings.

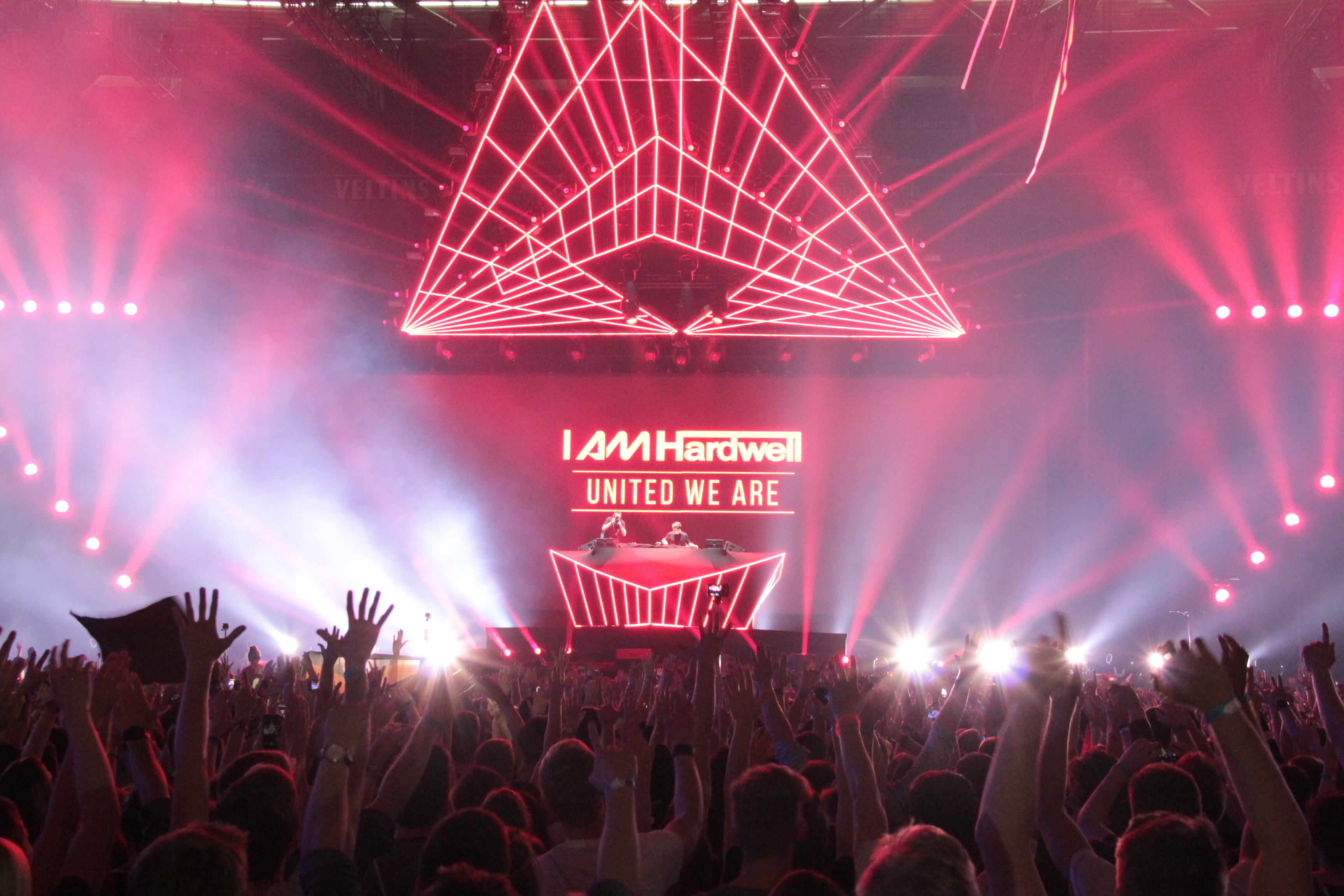
Hardwell @ Big City Beats World Club Dome Veltins Arena 7

Vào ngày 24 tháng 6 năm 2016 Hardwell xuất bản phần thứ bảy của bản mashup "Hardwell-presents-Revealed". Trong quá trình phát hành này, cũng xuất hiện các phiên bản studio xuất hiện lần đầu tiên của anh với phong cách hardstyle "Wake Up Call" và tiêu đề "Going Crazy", Mash-Up với "Apollo". "Wake Up Call" tiếp tục được phát hành vào ngày 3 tháng 8 năm 2016 và được tải miễn phí. Vào ngày 29 tháng 8 năm 2016, anh đã phát hành "Going Crazy", sự hợp tác thứ hai của anh với Blasterjaxx trên Beatport.
Trong cuộc trình diễn tại BigCityBeats World Club Dome, Hardwell đã thông báo rằng chương trình cuối cùng của anh về chuyến lưu diễn thế giới "I Am Hardwell - United We Are" sẽ diễn ra vào ngày 27 tháng 8 tại Hockenheimring ở Baden-Württemberg, Đức. Cùng với Big City Beats, hệ thống chiếu sáng lớn nhất ở Đức đã được lên kế hoạch để được tạo ra. Ngoài ra, chương trình chiếu sáng và thiết kế của Mainstage được mô tả là cực kì hấp dẫn. Anh đã đưa ca sĩ Haris lên sân khấu cho single sắp tới của mình "What We Need" cùng DJ Atmozfears vì sự cộng tác từ lâu của họ.
Đồng thời, Ultra Europe 2016 của Hardwell nhận được rất nhiều đánh giá tích cực.

### Năm 2017: Album phòng thu thứ 2
Hardwell đã kỉ niệm tập 300 của bộ podcast Hardwell On Air
Vào ngày 10 tháng 2 năm 2017, bài hát "Go Down Low" của Badd Dimes được trình chiếu ở "Hardwell on Air" lần thứ 300. Tiêu đề bài hát của single là một dạng remixed của bài hát, được thực hiện bởi Hardwell. Song song đó. Tiêu đề của bài hát được cho là "Once Again". Vào mùa xuân năm 2017,phiên bản phát hành bài hát "We Are Legends" đã được sửa lại. Anh đã làm việc lần thứ hai chính thức với DJ và nhà sản xuất Kaaze. Kể từ tháng 1 năm 2017, giọng ca của Jonathan Mendelsohn được thêm vào.

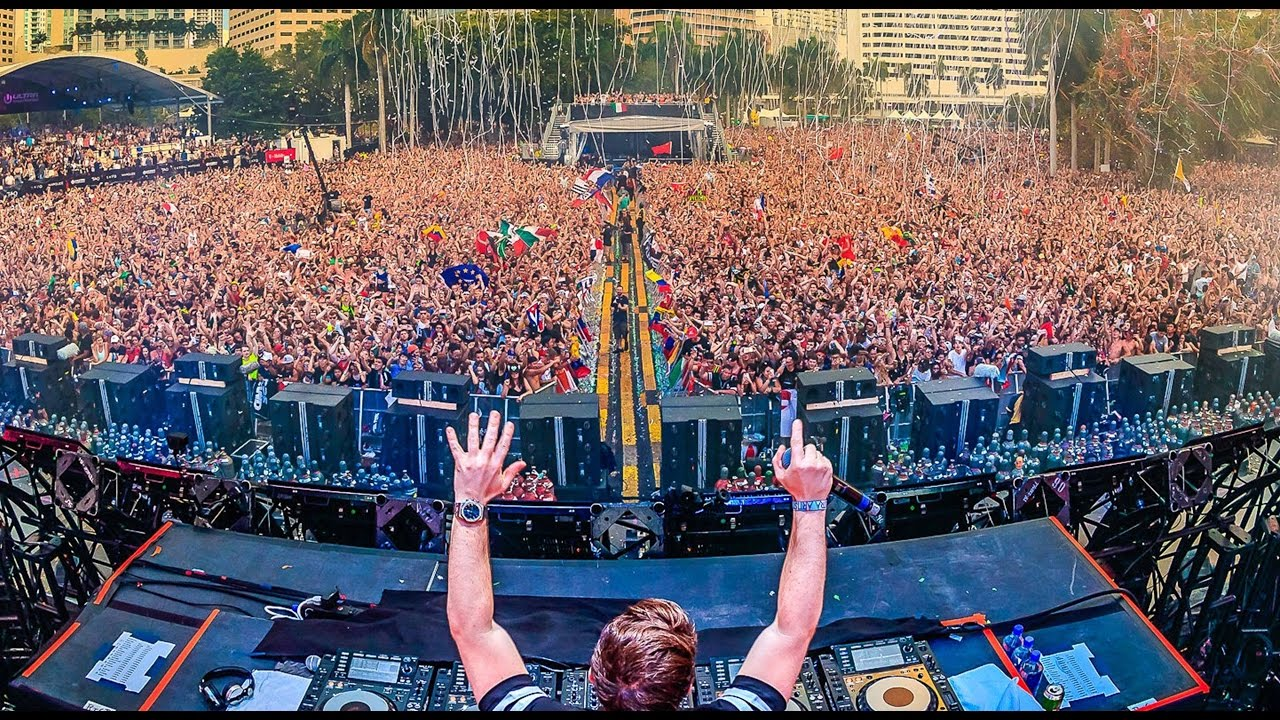
Hardwell tại Ultra Music Festival Miami 2017

Vào 27 tháng 3, năm 2017, Hardwell đã có một mainstage cực kì thành công cho UMF và đã được đánh giá là một trong những mainstage xuất sắc nhất từng có. Đồng thời anh cũng ra mắt nhiều bản thu âm mới tại show đó cũng như các bản mix, mash up,... trong đó có Hardwell feat. Austin Mahone - Creatures Of The Night và Hardwell & KAAZE feat. Jonathan Mendelsohn - We Are Legends. Phong cách hardstyle của Hardwell cũng đang dần xuất hiện nhiều hơn trước.

## Album Phòng Thu

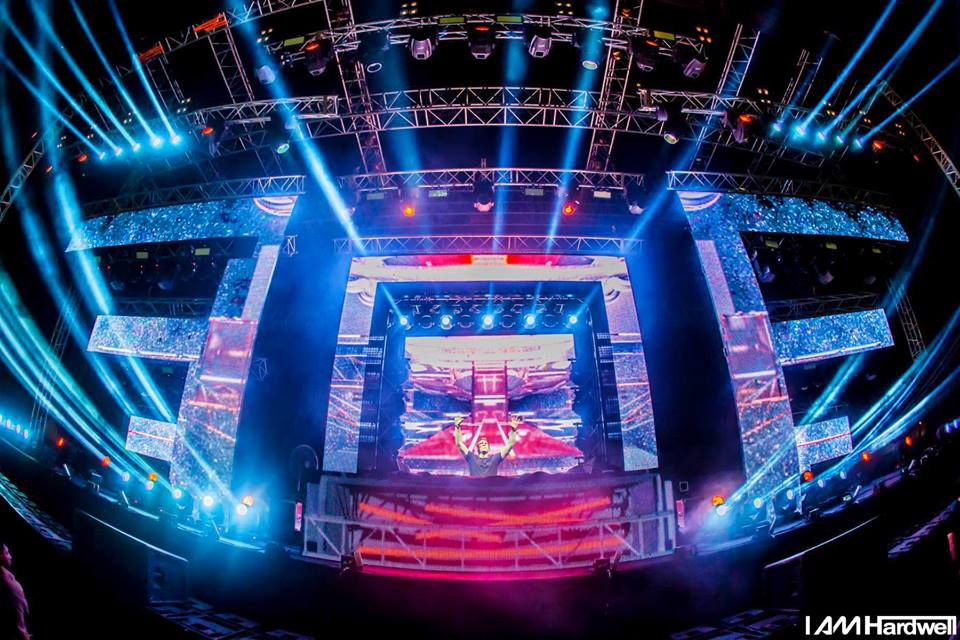
I Am Hardwell Tour 2014 tại Thành phố Hồ Chí Minh, Việt Nam

- United We Are (2015)
- Rebels Never Die (2022)